# Predador sexual
O termo predador sexual é usado para descrever uma pessoa que, para sua satisfação sexual, prejudica, física ou mentalmente uma outra pessoa para obter ou tentar obter contato sexual com outros. Agindo, por analogia, como um predador/caçador. Esse termo é baseado na analogia ao mundo selvagem, não civilizado dos animais predadores para suas presas, de modo que predadores sexuais são considerados "caçadores" em si ou pelo seus parceiros sexuais. As pessoas que cometem crimes sexuais, como estupro ou abuso sexual infantil, são muitas vezes referidas como predadores sexuais, especialmente na mídia dos tabloides ou como frases de poder por políticos.

## Definições

### Etimologia e uso
O primeiro uso conhecido do termo na década de 1920 é atribuído ao diretor do FBI J. Edgar Hoover. Foi popularizado na década de 1990 por Andrew Vachss e 48 Hours. A palavra não é encontrada em jornais de 1985 e 1986, mas ocorre 321 vezes em 1992, 865 vezes em 1994 e 924 vezes em 1995. Alguns estados dos EUA têm um status especial para criminosos designados como predadores sexuais violentos, o que permite que esses infratores sejam mantidos na prisão após o cumprimento de sua sentença, se forem considerados um risco para a população. Eles também podem ser colocados em uma lista de agressores sexuais que é visível para todos na Internet.